# Leptogomphus williamsoni
Leptogomphus williamsoni är en trollsländeart som beskrevs av Harry Hyde Laidlaw, Jr. 1912. Leptogomphus williamsoni ingår i släktet Leptogomphus och familjen flodtrollsländor. Inga underarter finns listade i Catalogue of Life.